# Günter Singer

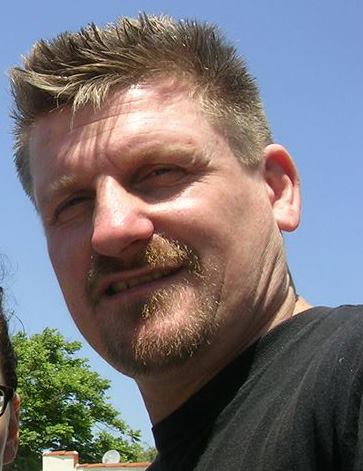
Günter Singer (2011)

Günter Singer (* 7. Juni 1967 in Mürzzuschlag, Steiermark als Günter Bayer) ist ein österreichisch-amerikanischer Filmproduzent, privater Sicherheits- und Militärunternehmer und ehemaliger professioneller Muay-Thai-Kickboxer und K1-Kämpfer.

## Leben

### Kindheit
Singer wuchs in Veitsch, Steiermark und auf dem Bergbauernhof der Familie seiner Mutter im benachbarten Krieglach auf, und besuchte Volks- und Hauptschule in Veitsch. Nach dem Besuch des Oberstufenrealgymnasiums in Kindberg absolvierte er eine Lehre als Elektriker bei den Veitscher Magnesitwerken. Als Schüler hatte er sich dem Karate, Speerwurf und Krafttraining verschrieben. Schon früh zeigte er auch Interesse für Sprache und Literatur.
Seine Bundesheerzeit verbrachte Singer bei der Stabskompanie des Jagdkommandos in Wiener Neustadt. Dort fand er Bestätigung durch einen Ausbilder dieser Einheit, der ihn mit wissenschaftlichen Trainingsmethoden vertraut machte.

### Kickboxen

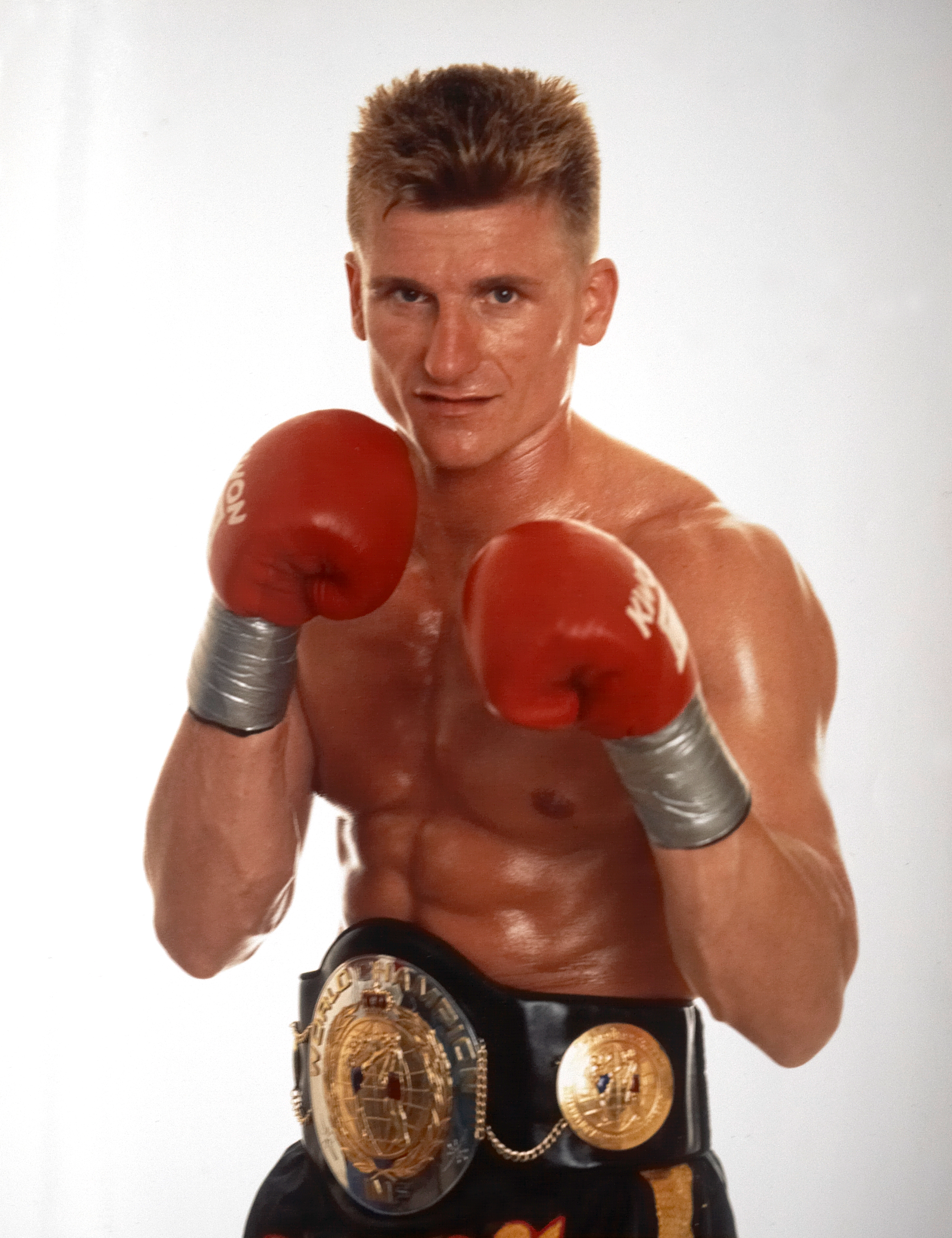
Profi-Weltmeister im Kickboxen (1991)

Zu Beginn der 1980er Jahre begann Günter Singer mit dem Kickboxen. Er wurde als Amateur 1988 österreichischer Staatsmeister und Europameister und im folgenden Jahr Vize-Weltmeister im Halbschwergewicht. 1990 wurde er Profi und gewann knapp ein Jahr später in seinem 10. Kampf den Weltmeistertitel im Cruisergewicht nach Version der IMF (International Muay Thai Federation). Danach wanderte er in die USA aus und stieg ins Schwergewicht auf. Nach einigen Jahren zwang ihn eine schwere Krankheit zurück nach Österreich und fesselte ihn ans Bett. Wieder genesen, kehrte er in die USA zurück und arbeitete sich wieder hoch. In Los Angeles gab ihm Freddie Roach seinen boxerischen Feinschliff und verwendete ihn auch als Sparringspartner von damaligen Boxgrößen wie James Toney und Michael Moorer. Singers Hauptaugenmerk blieb jedoch beim Kickboxen. Sein Markenzeichen im Ring waren neben seiner Schlagkraft seine harten Lowkicks, mit denen er viele seiner Kämpfe vorzeitig gewann. Nach 39 Siegen (32 davon durch K. o.) und 2 Niederlagen beendete Günter Singer seine Profikarriere im Mai 2001 beim K1-World Grand Prix 2001 in Las Vegas.

### Sicherheitsgeschäft
Nach einigen Jahren als Personenschützer in der Filmindustrie, unter anderem für Matt Damon, Tom Cruise, Naomi Watts und Charlize Theron, fand Singer im Jahre 2004 Anschluss an das Sicherheitsgeschäft in Konfliktzonen wie Afghanistan und Irak sowie in mehreren afrikanischen Ländern und konnte sich dabei einen Namen machen. Im Irak und in Afghanistan war er für das US-Unternehmen Blackwater unter anderem auch mit der persönlichen Sicherheit des späteren Oberbefehlshabers der US-Spezialeinheiten, Admiral Bill McRaven beauftragt. McRaven war von Singer beeindruckt, nachdem dieser ihm bei einem Attentatsversuch das Leben rettete. Günter Singer wurde dafür von US-Präsident George W. Bush mit der höchsten zivilen Auszeichnung der Vereinigten Staaten, der Freiheitsmedaille des Präsidenten in privater Zeremonie geehrt. Admiral William McRaven war später auch der Verantwortliche für die Planung und Durchführung von Operation Neptune’s Spear, des militärischen Zugriffs von SEAL Team Six in Abbottabad, Pakistan am 2. Mai 2011, der mit dem Tod von Osama bin Laden endete.
2010 gründete Singer das Sicherheitsunternehmen Triton Armor Group, welches sich auf Personen-, Konvoi- und Objektschutz in Afrika spezialisiert, sowie auf die Aufstellung und Förderung von Spezialeinheiten zur Bekämpfung der professionellen Wilderei (Anti-Poaching). Singers Unternehmen errichtete Anti-Poaching Programme in Südafrika, Namibia, Tansania und im Kongo und zählt sowohl die Vereinten Nationen, sowie das US-Außenministerium zu seinen Auftraggebern.

### Film
Singers Filmkarriere begann 2007 als Schauspieler mit einer Hauptrolle neben Derek Jacobi, John Kani und Alice Krige in dem US-Spielfilm Jail Caesar. Gedreht wurde über mehrere Jahre in den Gefängnissen von Drumheller, Kanada, sowie Cardiff, Wales und Pollsmoor in Kapstadt, Südafrika, in welchem auch Nelson Mandela für sechs Jahre inhaftiert war. Die Dreharbeiten fanden, zwecks Authentizität, jeweils inmitten hunderter Häftlinge statt, was den Darstellern sehr viel abverlangte. Jail Caesar gewann beim Berlin Independent Film Festival 2013 als bester Low Budget Film. 

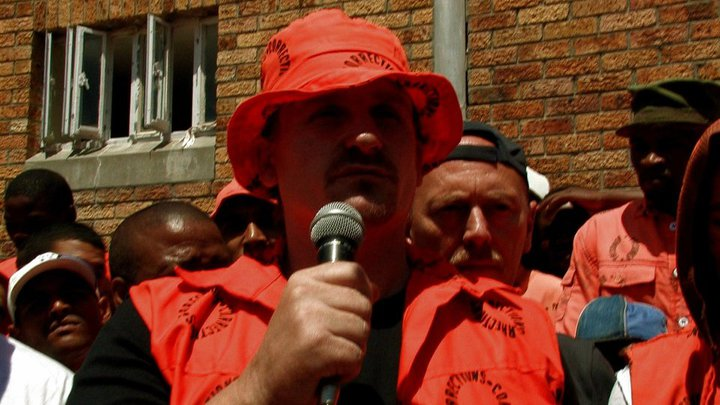
Dreharbeiten zu Jail Caesar im Gefängnis von Pollsmoor, Südafrika.

 Danach spielte er, wiederum neben Alice Krige, in dem auf einer wahren Geschichte basierenden Film Shingetsu, zu dem er auch das Drehbuch schrieb und als Produzent fungierte. Seine Darstellung eines von seinen traumatisierenden Kriegserlebnissen im Balkan geplagten Soldaten der französischen Fremdenlegion machte angeblich bei Kritikern Eindruck.
Traumatisierte Soldaten und deren Suche nach Heilung sind auch das Thema des Dokumentarfilms Resolve: A Guide To Post Traumatic Growth, bei dem er ebenfalls als Drehbuchautor, Produzent und Darsteller mitwirkte. Weiters arbeitet Singer als Produzent und Berater von Filmproduktionen in Fragen der Darstellung militärisch und historisch bezogener Sachverhalte und Dramaturgien, wie Sicario und The Revenant.

## Persönliches
Günter Singer lebt mit seiner Familie in Oregon sowie auf seiner Ranch am Yellowstone-Nationalpark in Montana. Ihn verband eine enge Freundschaft mit dem 2016 verstorbenen Anthropologen Joseph Medicine Crow, mit dem er sich um die Erhaltung der indigenen Kultur des Volksstammes der Crow in Montana bemühte.
Singer ist in Nordamerika ebenfalls im Wildtierschutz tätig und setzt sich insbesondere gegen die von der NRA und der Sportartikelfirma Under Armour propagierte Trophäenjagd ein.